# Pieter Christiaenszoon Bor
Pieter Christiaenszoon Bor, född 1559 i Utrecht, död 16 mars 1635 i Haarlem, var en nederländsk historieskrivare.
Bor blev 1615 av staterna Holland och Västfriesland utnämnd till deras historiograf. Av hans stora verk Oorspronck, begin ende vervolgh der nederlandsche oorlogen (utgiven för första gången 1595), särskilt värdefullt som källa till Utrechts historia, utkom den bästa upplagan i fyra band 1679.